# Metzleria madagascariensis
Metzleria madagascariensis là một loài Rêu trong họ Dicranaceae. Loài này được (Thér.) J.-P. Frahm mô tả khoa học đầu tiên năm 2000.